# Tintagel Castle
Tintagel Castle (Kornisk Dintagel, der betyder "fort ved indsnævring", er et middelalderslot på halvøen Tintagel Island op til landsbyen Tintagel på Cornwall i England. Området blev muligvis brugt af romerne i England, da der er fundet en del genstande fra romertiden på halvøen, men der er endnu ikke fundet tegn på romerske bygninger. Området var befæstet i den tidlige middelalder, hvor det sandsynligvis var et af tre sæsonbestemte boliger for kongen af Dumnonia. Der blev opført en borg af Richard, jarl af Cornwall i 1200-tallet, efter Cornwall var blevet en del af kongeriget England. Den gik senere i forfald og blev ruin. Arkæologiske undersøgelser begyndte i 1800-tallet, hvor det blev en turistattraktion, og besøgende kom for at se ruinerne af Richards borg. I 1930'erne afslørede udgravninger omfattende spor efter bebyggelse med høj status og handelsforbindelser til Middelhavet i den sene romerske periode.
Borgen har længe været forbundet med Kong Arthur. Det begyndte allerede i 1100-tallet, da Geoffrey af Monmouth beskrev Tintagel som stedet, hvor Arthur blev undfanget, i sin fiktive beretning om Storbritanniens historie i Historia Regum Britanniae. Geoffrey skrev, at Arthurs far, kong Uther Pendragon, blev skjult af Merlins trolddom, så han lignede Gorlois, Hertug af Cornwall, og ægtemand til Igraine, Arthurs mor.
Tintagel Castle har været en turistattraktion siden midten af 1800-tallet og bliver i dag drevet af English Heritage.